# バスク祖国と自由

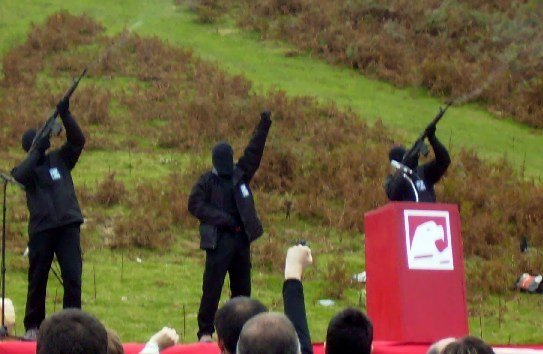
「バスク祖国と自由」（ETA）の構成員と支持者達。スペイン内戦でフランコ軍との戦いに殉じた独立派兵士の死を悼む式典を行っている。

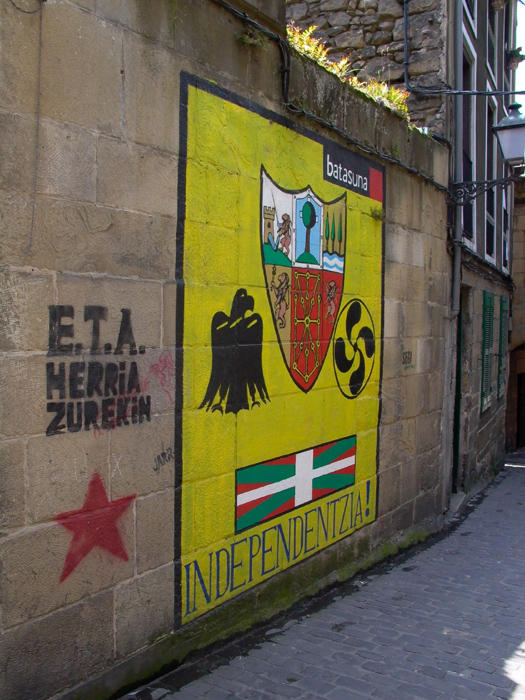
「バスク祖国と自由」（ETA）によって書かれた壁画。シンボルマークにナバラ王国の紋章が用いられているのがわかる。

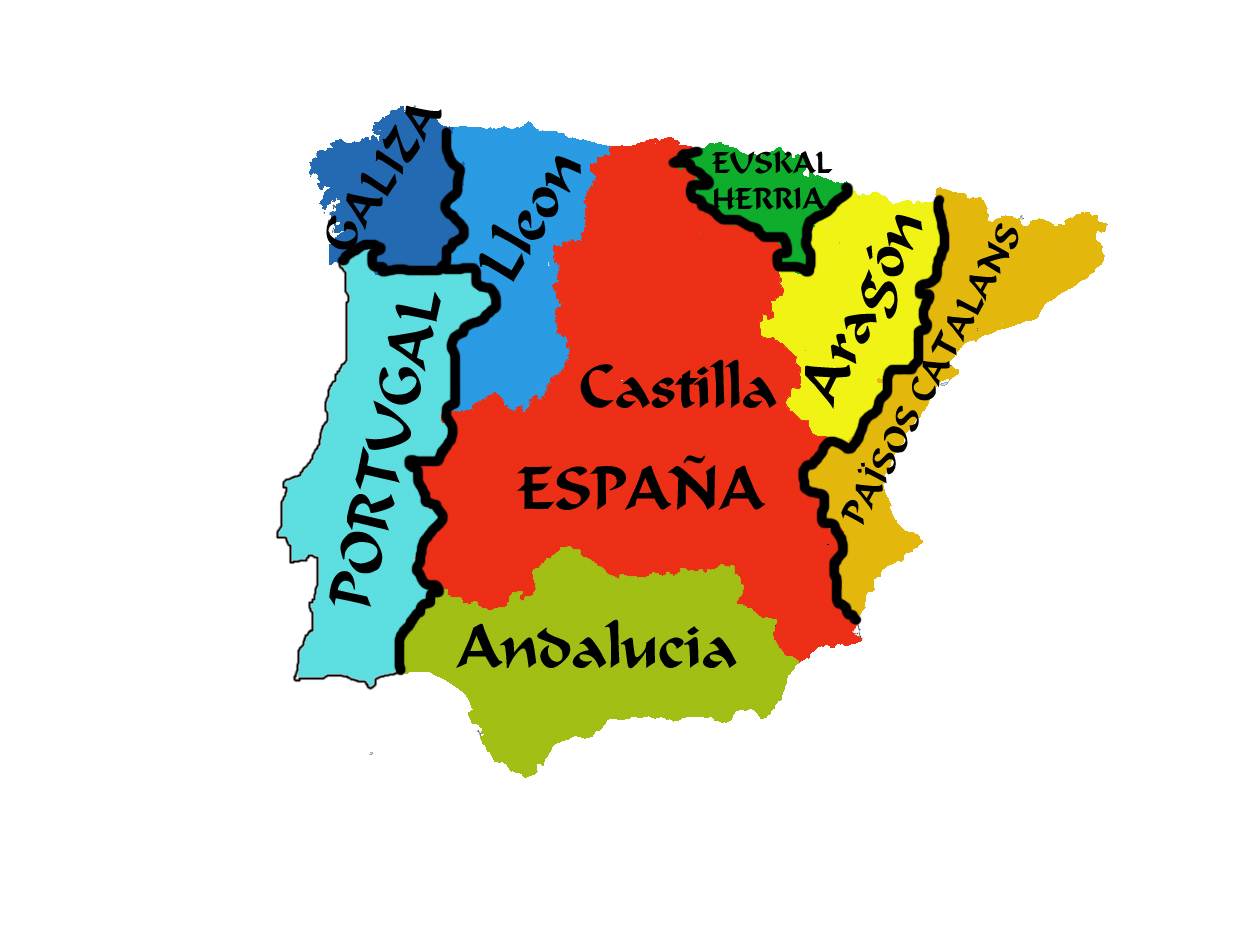
分離主義者が主張するイベリア半島の民族分布。この論に立つ場合、スペイン人は諸民族の大部分を統合する概念となる。

バスク祖国と自由（バスクそこくとじゆう、バスク語：Euskadi Ta Askatasuna 発音: [euʂkadi ta aʂkataʂuna] エウスカディ・タ・アスカタスナ、バスクと自由の意味、略称ETA 発音: [ˈeta]）は、フランスとスペインの両国にまたがるバスク地方の分離独立を目指す民族組織である。バスク紛争のさなか数多くのテロ事件を起こしたことで知られている。斧にとぐろを巻くヘビがシンボル。モットーはバスク語で「Bietan Jarrai」、英語訳で"Keep up on both"、日本語訳で「両方で追いつく」。この両方というのはETAのシンボルである蛇（政治を意味する）と、それが巻き付いた斧（武力を意味する）のことである。

## 略称ETAについて
スペインでは通常ETAをそのまま一単語のように扱い、「エタ」と呼ばれることが多い。
また、2009年1月12日よりアメリカ合衆国で電子渡航認証システム(ESTA)が導入されたが、当初この名称として予定されていたETAがスペインの同組織と同一の略称になることを嫌ったスペイン政府が抗議した結果、ESTAに変更された。

## 組織の目標
ETAは、スペインのフランコ独裁政権による抑圧に反発する形で1959年に結成され、スペインやフランスのバスク人居住地域を一つの独立国家として分離させることを目標としている。その地域は、スペインのバスク州のビスカヤ県、ギプスコア県、アラバ県とナバーラ州やフランス南西部のピレネー＝アトランティック県に位置するフランス領バスクのラブール、スール、バス＝ナヴァールが含まれる。
ETAのイデオロギーは基本的に、アルジェリアのフランスからの独立運動（アルジェリア戦争）やキューバ革命などの脱植民地化運動に影響を受けており、また、リビアやレバノンの場合と同様、過去にキューバなどの共産主義国家に支援されていたために、「マルクス・レーニン主義である」と自称している。共産主義思想が非合法とされたフランシスコ・フランコ時代には、そのメンバーがメキシコやベネズエラに政治亡命したこともある。

## 主な活動

### 国内
ETAは設立以降、爆弾や暗殺などのテロを常套手段とし、バスク民族主義に反対する政治家やジャーナリスト、知識人、企業家、軍警察、治安部隊などを標的として襲撃した。1960年代からおよそ800人を殺害している。また、IRA暫定派などのヨーロッパにおけるテロ組織とも関係しているとされている。これらの活動を受けて、2001年12月にアメリカと全EU諸国で作られたテロ組織のリストにも名前が挙がっている。
なお、その活動範囲はほとんどスペインのバスク地方、マドリード、バルセロナ、そして観光客の訪れる地中海沿岸に限られる。またテロを起こすことを目的とはしていないが、隣国のフランス国内でも活動している。なおETAの財源は、誘拐、ゆすり、強盗、武器取引、強制的な税の徴収である。
ETAとの闘争を続けるスペイン政府は、「テロリストの容疑者はそれらを専門的に扱うマドリードの全国管区裁判所で裁くようにする」という内容の反テロリスト法を制定した。この為にETAによるテロ事件の容疑者は、他の容疑者よりも長く身柄を拘束されることとなった。ETAの囚人は、意図的にスペインやフランスの刑務所に分散して収容されたり、遠く離れたカナリア諸島のサルト・デル・ネグロ監獄に入れられたりしている。スペイン政府はこのことを「組織の結束を分断するため」としている。

### 国外
フランコ時代から、ETAのメンバーはしばしばフランス南西部、特にフランスのバスク地方やアキテーヌに避難した。フランス政府は、特にETAのメンバーが政治亡命をしていたフランコ時代にはこのことを黙認してきたが、近年ETAを非常に厳しく取り締まるようになった。多くのETAメンバーがフランス国内で逮捕され、スペインに引き渡されて裁判を受けている。その様な中で、2007年12月にETAのメンバーがフランス領内のカップブルトンでスペインの治安警備隊員2名を銃撃する事件を起こした。
コロンビア政府は、コロンビアに住むアイルランド人やバスク人の中にIRAやETAのメンバーがおり、コロンビア革命軍（FARC）のゲリラにテロの手法を指導しているとして非難している。

## 政治部門

### バタスナ
ETAの政治部門は「バタスナ」と呼ばれ、バスクの選挙では10%程の得票を得ている。
この政党の扱いについてスペイン議会は、2002年8月、バタスナ党を非合法化する手続きを開始したが、一部からは「厳しすぎる」として強い異論が巻き起こった。しかし、バルタサール・ガルソン判事は裁判と並行してバタスナ党の活動の停止を命じ、バタスナ党とETAの関係を調査し、その結果スペインの最高裁判所は「バタスナ党はETAの一部である」として、2003年3月18日に最終的にバタスナ党を非合法と宣言し、その本部は警察によって閉鎖させられた。
これを受けてバタスナ党は、2003年5月にアメリカ、2003年6月に全EU諸国によって作成されたテロ組織のリストに加えられた。

### ビルドゥ
公に認めていないが、ETAとの関係が深いとされている。
2011年に、バスク自治州およびナバラ自治州においてバスク連帯 (Eusko-Askatasuna) などを始めバスク民族主義やバスク独立を標榜する政党によって政党連合「ビルドゥ」として構成された。
結党直後の2011年バスク自治州議会でバスク民族主義党に次ぐ第2党に躍進した。
2011年スペイン議会総選挙では、ナバラ自治州に置いて構成されていた政党連合ナファロア・バイの一部構成政党と新たに、「アマユール」を構成し出馬した。2016年議会総選挙では下院350議席中7議席、上院264議席中3議席を獲得している。
2012年のバスク自治州議会選挙対策として、バスク連帯を始めとするバスク民族主義系政党3党と無所属のバスク民族主義者によって、「EHビルドゥ」が結成された。
2014年にはスペイン内務省の政党登録名簿に登録された。
2018年現在で、両自治州において、バスク民族主義党に次ぐ強い支持を受けており、バスク州政府では第2与党、ナバラ自治州政府では構成政党として参加する政党連合ゲロア・バイが政権与党である。

## 歴史

### フランコ時代
フランコ政権によるバスク地方への武力弾圧に対する抵抗運動として、1959年7月31日にバスク民族主義党から分離した若手の民族主義者たちによって設立された。この当時は、バスク語を禁ずるなどの圧政に対する一般市民の反感もあって、ETAは共感を得ていた。
1968年に、ETAのメンバーであったシャビ・エトセバリエタは、検問で車を止めようとした警察官を銃撃し死亡させた。エトセバリエタはその場で他の警官により射殺された。その報復としてETAは、警察の要人であり、おそらく拷問の指揮者でもあったメリトン・マンサナスの殺害を計画し実行した。
1973年、フランコの継承者と目され、スペインの首相であったルイス・カレーロ・ブランコの車をマドリードで爆破し殺害した。長期に亘る独裁に反対していた多くの人々はこの出来事を歓迎した。その後、ETAは軍事部門と政治軍事部門に分かれた。

### 1970年代-1980年代
1975年にフランコが死去した後に、フアン・カルロス1世国王によって進められたスペインの民主化プロセスにおいて、ETAの政治軍事部門は恩赦を受け入れて、バスクの左翼政党の民主化プロセスに加わったが、これに反対する者たちはETAの軍事部門に集まり、スペインに対する武力闘争を継続した。
1979年7月29日には、バラハス空港などを標的とした連続爆破事件を起こし、空港内だけでも死者5人、負傷者113人の犠牲者が出た。
また、組織内の分裂は後に軍部右派によるクーデター未遂（23-F）の原因の1つとなった。
1986年から1987年の間に、政府の黙認下で非合法の反ETA組織である反テロリスト解放グループ（Grupo Antiterrorista de Liberación、GAL）が結成され、ETAのメンバーと疑わしい者を誘拐したり、殺したりした。ETAの支持者は常に治安部隊CEIAT（Cuerpo de Especial Investigación AntiTerrorismo、対テロ特捜隊）による人権侵害や拷問を非難していたが、スペイン政府がこのような不法な活動に関与したことは一度も証明された事がなかった。

### 現代

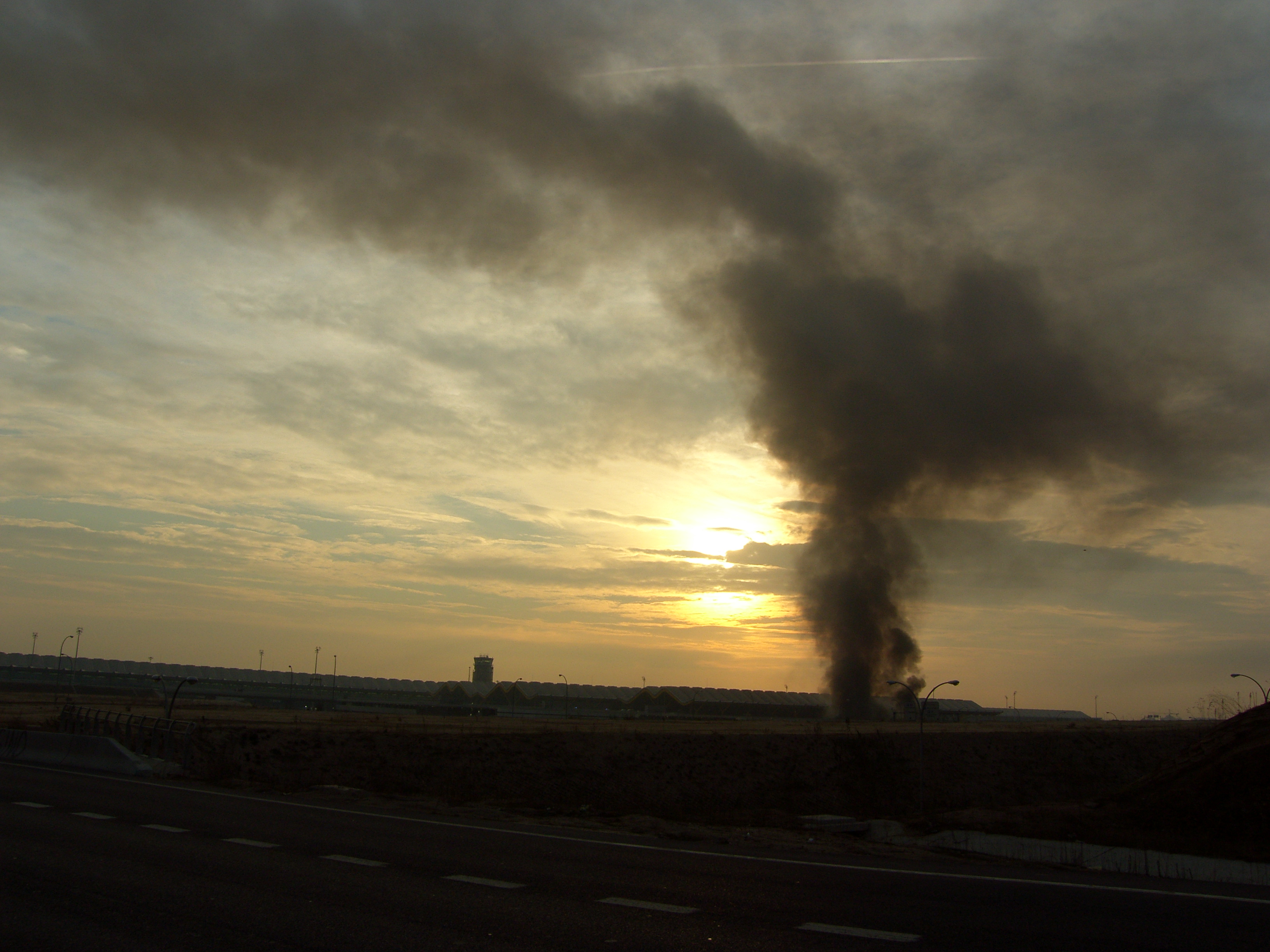
バハラス空港の駐車場から登る白煙

1995年には、マヨルカ島でフアン・カルロス1世国王の暗殺を企んだが失敗した。また、首都マドリードで保守政党・国民党の当時の指導者だったホセ・マリア・アスナールの暗殺も企んだが、彼の愛車だったアウディ・V8が防弾車であったことから同じく失敗した。
2004年3月11日朝、マドリードの地下鉄の3ヵ所を狙って10の列車が爆破され、200人以上を死傷させたマドリード列車爆破テロ事件が発生した時、当初はETAとの関連が疑われた。2007年10月31日スペイン全国管区裁（1審）判決では、この事件とは関連なしとされた。
2006年3月22日に、3月24日の11:00（国際標準時）より無期限停戦するとの声明を2分間の放送でスペイン全土に発表した。しかし9ヵ月後の12月30日には、マドリードのバラハス国際空港で爆破テロ事件を起こす。その半年後の2007年6月には早くも無期限停戦の破棄声明を出した。理由として「サパテロ首相が停戦に対してメンバーの逮捕・拷問・迫害で応じた」として停戦続行が無意味になった事を挙げている。9月9日に本格攻撃再開を声明し、ドゥランゴでの8月24日の爆弾テロなど4件での犯行を自認した。
2007年12月1日の朝に、フランス国内のキャプブルトンでスペインのグアルディア・シビル隊員2名を銃撃、1名は即死、もう1名も4日後に死亡した。フランス国内で初のETAによる殺人事件となった。ただしスペイン政府は、事件の計画的テロとしての性格を否定している。
2009年7月30日には、マヨルカ島で車が爆発し、警備隊員2名が死亡。スペイン当局がETAの犯行と断定し、空港や港を一時閉鎖した。
2010年9月5日までに、「バスク祖国と自由」はビデオ声明を出して武装闘争の停止を決めたと発表した、と英BBC放送や地元メディアが伝えた。ビデオ声明によるとスペイン政府と和平交渉再開の用意があると述べた。スペイン政府当局者は、事態打開の一歩前進だが、恒久的な武装解除が示されていないと慎重な姿勢を示している。一方、バスク自治州のアレス内相は、「バスク祖国と自由」が武装闘争停止を発表したことについて、全く不十分であり、完全な武装闘争の放棄の約束を要求すると記者会見で述べた。
2017年4月7日付の書簡では完全武装解除を行うと表明。翌8日には武器を秘匿している場所のリストをフランス警察に渡し、武器引き渡しを行った。
2018年5月2日付の書簡で、「4月16日に全ての構造的イデオロギーを解体し、過去の連鎖を止める事とした。」とする実質的な解散声明をスペイン各省庁へ送付。続いて、5月3日にETA指導者ジョス・テルネーラ (Josu Ternera) によりETA解散宣言が公開された。これに対して、スペイン中央政府のマリアーノ・ラホイ・ブレイ首相は「ETAのテロ活動は何の成果もなく敗北した」「彼らが何を宣言しようとも、政府はETA構成員らの刑事責任の追及を継続する」と声明し、過去に起きたテロ事件の捜査を続ける姿勢を示した。

## テロ事件
以下にETAが引き起こした、あるいは引き起こしたと疑われていた重要なテロ事件を列挙する。
- 1961年 - ETAによる最初のテロ事件。列車転覆未遂事件。
- 1968年 - バスク地方の都市サン・セバスティアンで秘密警察の長官メリトン・マンサナスを殺害。ETAによる最初の犠牲者。
- 1973年12月 - バスク分離主義者が政府によって処刑されたことに対する報復として、マドリードでフランコの後継者とされていた首相のルイス・カレーロ・ブランコを暗殺（英語版）。
- 1985年9月 - ETAによる最初の車爆弾がマドリードで爆発、アメリカ人が1人死亡し、軍警察16人が負傷。
- 1986年7月 - マドリードで再び爆弾事件、軍警察12人が死亡し、50人が負傷。
- 1987年6月19日 - バルセロナのスーパーマーケットを襲撃し、市民21人を殺害、45人が負傷。
- 1995年 - スペインの右派政党国民党の指導者で後に首相となるホセ・マリア・アスナール暗殺未遂事件。スペイン国王フアン・カルロスの暗殺失敗。
- 1997年 - バスク自治州エルムア市議ミゲル・アンヘル・ブランコの誘拐殺人。これに対し600万人のスペイン国民が抗議デモを行う。
- 2000年2月22日 - 社会労働党の政治家フェルナンド・ブエサが彼のボディガードとともにビトリア＝ガステイスで暗殺される。
- 2000年11月21日 - 社会労働党の保健相エルネスト・リュックがバルセロナで銃撃され死亡。
- 2001年11月6日 - マドリードで車爆弾が爆発、95人が負傷。
- 2002年5月1日 - マドリードのサッカースタジアム近くで、UEFAチャンピオンズリーグの準決勝開始直前に車爆弾が爆発。
- 2002年6月21日 - フエンヒローラ、マルベージャ、サラゴサで同時多発的に車爆弾が爆発。
- 2004年3月11日 - マドリード列車爆破テロ事件。200人以上が死亡し、1,400人が負傷した。CIAがアルカーイダの犯行であると発表し、当初「ETAの犯行の可能性が高い」と主張した政府の態度が批判を浴びた。
- 2006年12月30日 - バラハス国際空港における自動車爆発テロでETAを名乗る人物からの犯行声明。スペイン政府はこれをETAの犯行として非難。
- 2008年12月31日 - バスク地方ビルバオにあるバスク・テレビ（EiTB、 Euskal Irrati Telebista）ビルが自動車爆弾テロにより被害を受ける。12月3日にはバスク人実業家が暗殺された。